# Концертна зала „Проф. Иван Вульпе“
Концертна зала „Проф. Иван Вульпе“ е концертна зала в град Бургас, България. Помещава се в сграда – архитектурен паметник на културата, строена през 30-те години на XX век. Намира се в непосредствена близост до църквата „Св. св. Кирил и Методий“, площад „Баба Ганка“ и сградата на Съдебната палата в града.
Ежегодно залата е домакин на редица културни събития – камерни, симфонични и балетни концерти, рецитали, прожекции на филми и международни конкурси.
Концертната зала е наречена на името на диригента проф. Иван Николаев Вулпе (1930 – 2003), който е внук на оперния певец Иван Вулпе (1876 – 1929). През 70-те години на XX век той е главен диригент на бургаската филхармония и по негово време филхармонията добива славата на един от най-изявените български оркестри.
На 16 декември 2015 година залата чества 85-годишнината от смъртта на проф. Вулпе с оперен концерт.